# 33 Batalion Pontonowo-Mostowy
33 batalion pontonowo-mostowy – samodzielny pododdział wojsk inżynieryjnych ludowego Wojska Polskiego.
Sformowany w Leszkowicach na podstawie rozkazu Naczelnego Dowództwa Wojska Polskiego nr 08 z 20 sierpnia 1944 jako jednostka 2 Armii WP. Na podstawie rozkazu Naczelnego Dowództwa Wojska Polskiego nr 50 z 10 października 1944, włączony formalnie w skład 3 Zmotoryzowanej Brygady Pontonowo-Mostowej.

## Obsada personalna
Dowódcy batalionu
- mjr Kirył Kryworuszenko
- kpt. Serapin

## Struktura organizacyjna
Etat 012/81
Dowództwo i sztab
- pluton dowodzenia
- pluton przeciwlotniczych karabinów maszynowych
- 3 x kompania pontonowa
  - 3 x pluton pontonowy
- kompania mostowa
- pluton techniczny
- kwatermistrzostwo
  - drużyny: parkowa, transportowa, remontowa, gospodarcza
  - punkt pomocy medycznej
  - warsztaty

Razem:
żołnierzy – 499 (oficerów – 39, podoficerów – 116, szeregowych – 344)
sprzęt:
- park przeprawowy N2P – 1
- samochody – 110
- tartak – 1
- kafar – 1